# Пасегово (Білохолуницький район)
Пасе́гово (рос. Пасегово) — присілок у складі Білохолуницького району Кіровської області, Росія. Входить до складу Білохолуницького міського поселення.
Населення поселення становить 124 особи (2010, 165 у 2002).
Національний склад станом на 2002 рік — росіяни 99 %.